# クラーク・キー駅
クラーク・キー駅（NE5: Clarke Quay MRT Station）は、シンガポールにある、MRT北東線の地下駅。

## 駅名の由来
クラーク・キーとは駅付近に所在するシンガポール川沿いにある埠頭で、飲食店が多くある。
クラーク・キー駅という名前だが、駅はシンガポール川の北岸にあるクラーク・キー内にはなく、川の南岸に沿って建設されており、クラーク・キー・セントラルに直結している。
「クラーク」はアンドルー・クラーク卿にちなんで名付けられている。「キー」(quay) は「埠頭」という意味。

## 駅構造
島式1面2線のホームを持つ駅。
| A | ■北東線 | ハーバー・フロント方面 |
| B | ■北東線 | プンゴル方面           |

## 歴史
本駅は1996年3月4日の北東線の発表で初めて発表されて、2003年6月20日に開発された。ショッピング モールであるクラーク・キー・セントラルの建設工事が開始されて、2007年1月に完成した。

## 駅周辺
- DON DON DONKI クラークキーセントラル店(2019年8月1日オープン[2]）